# Politikåret 1950

## Händelser

### Januari
- 26 januari – Indien blir republik.

### Februari
- 14 februari – Kina och Sovjetunionen ingår en vänskapspakt.

### April
- 24 april – Jordanien annekterar officiellt Västbanken och Östra Jerusalem.[1]

### Juni
- 25 juni – Koreakriget utbryter då nordkoreanska trupper går över gränsen till Sydkorea vid 38:e breddgraden.
- 27 juni – Sovjetunionen bojkottar tillfälligt FN:s säkerhetsråd, vilket gör att USA lyckas få FN att ingripa militärt i Koreakriget.

### Juli
- 7 juli – Apartheidlagarna införs i Sydafrika.

### Oktober
- 7 oktober – Tibet ockuperas av Kina.
- 27 oktober - Erik Eriksen efterträder Hans Hedtoft som Danmarks statsminister.[2]

## Val och folkomröstningar
- 16–17 januari – Presidentval i Finland.
- 23 februari – Parlamentsval i Storbritannien.
- 5 september – Folketingsval i Danmark.
- 15 oktober – Vid de allmänna valen i Östtyskland får kommunisterna 99,7 % av rösterna.
- 8 november – Lagtingsval på Färöarna.

## Organisationshändelser
- Okänt datum – Deutsche Reichspartei bildas i Västtyskland.
- Okänt datum – Svensk socialistisk samling upplöses.

## Födda
- 25 februari – Néstor Kirchner, Argentinas president 2003–2007.
- 17 maj – Janez Drnovšek, Sloveniens president 2002–2007.
- 9 juli – Viktor Janukovytj, Ukrainas president 2010–2014.
- 12 oktober – Chen Shui-bian, Taiwans president 2000–2008.
- 29 oktober – Abdullah Gül, Turkiets president 2007–2014.
- 5 november – Thorbjørn Jagland, Norges statsminister 1996–1997.

## Avlidna
- 3 februari – Karl Seitz, Österrikes förbundspresident 1918–1920.
- 6 mars – Albert Lebrun, Frankrikes president 1932–1940.
- 22 maj – Alfonso Quiñónez Molina, El Salvadors president 1914–1915, 1918–1919 och 1923–1927.
- 24 augusti – Arturo Alessandri, Chiles president 1920–1925 och 1932–1938.
- 31 december – Karl Renner, Österrikes förbundspresident 1945–1950.

### Fotnoter
1. ↑  ”Palestinian National Authority” (på engelska). World Statesmen. http://www.worldstatesmen.org/Palestinian_National_Authority.htm. Läst 7 november 2012.
2. ↑  ”Denmark” (på engelska). World Statesmen. http://www.worldstatesmen.org/Denmark.html. Läst 2 augusti 2015.